# Chapelle Saint-Job de Louvigné-de-Bais
La chapelle Saint-Job de Louvigné-de-Bais est un édifice religieux de la commune de Louvigné-de-Bais, dans le département d’Ille-et-Vilaine en région Bretagne.

## Localisation
Elle se trouve dans l'est du département, au sud-ouest de Vitré et au nord du centre du bourg de Louvigné-de-Bais. Elle se situe à l'angle de la rue du Bourg-Joly et de la rue Anne de Bretagne.

## Historique
C'est une ancienne chapelle qui remonte au XVIe siècle.
À l'origine, elle était entourée d'un cimetière qui a été déplacé. On trouve maintenant des emplacements de parking.
Elle est inscrite au titre de monument historique depuis le 7 mars 1975,,. Elle contient un retable donné en 1671 qui est lui aussi classé en tant que monument historique.

## Architecture

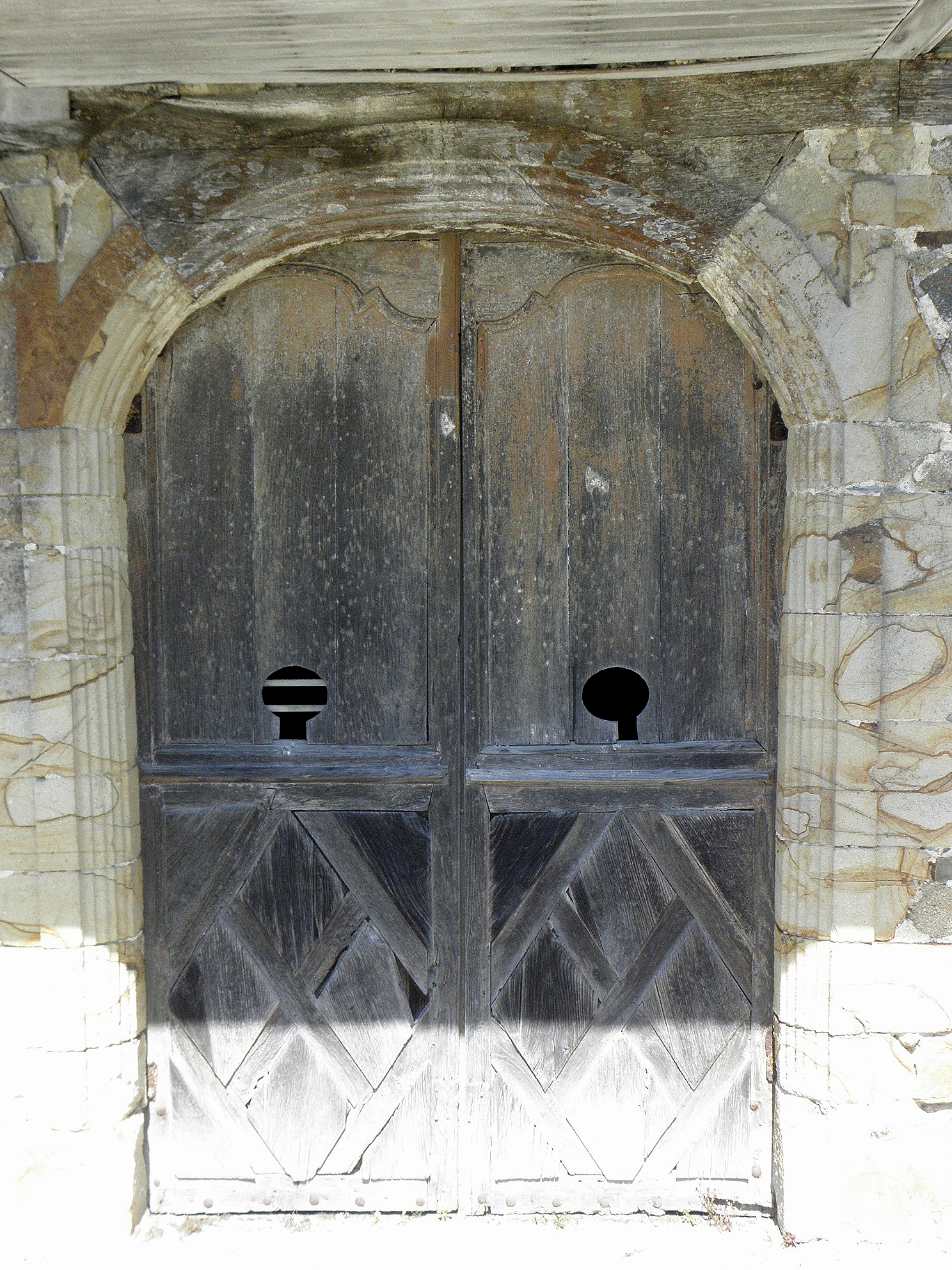
Porte de la façade occidentale.
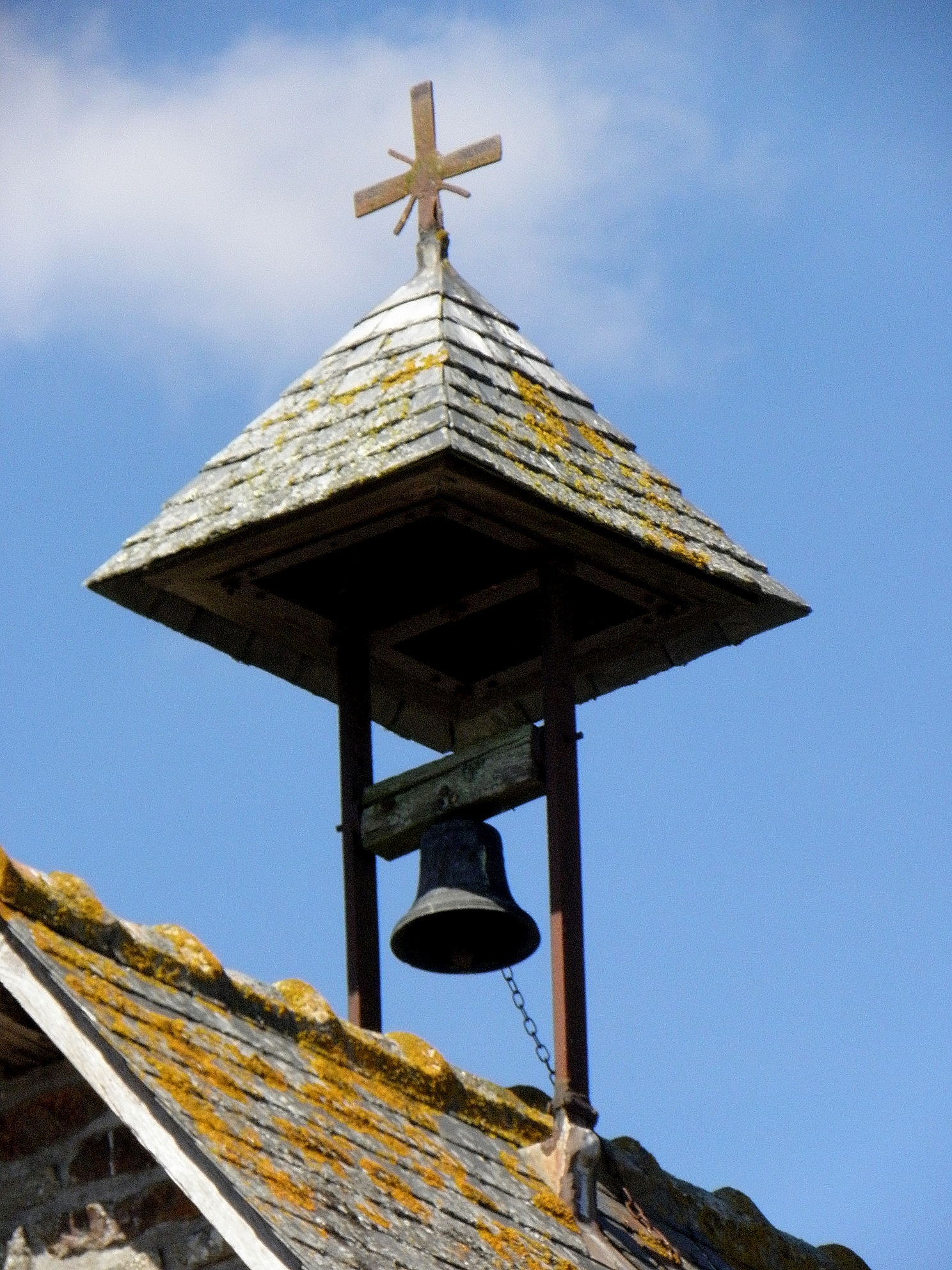
Clocheton.
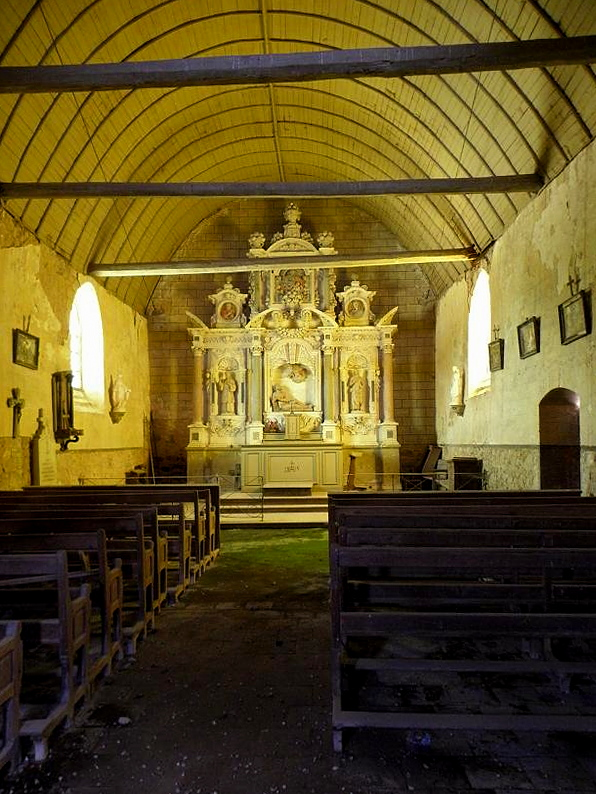
Nef.
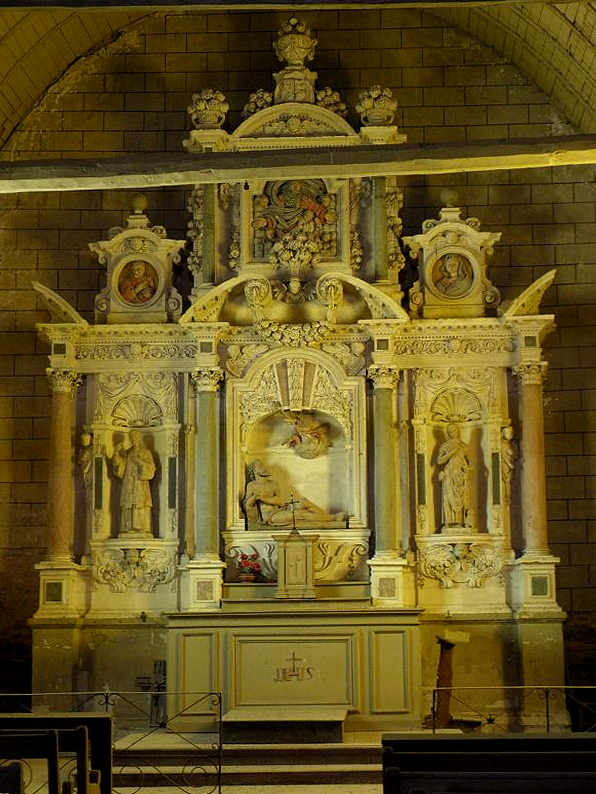
Retable.